# بوست (کمون)
بوست (به فرانسوی: Bost) یک کمون در فرانسه است که در آلیه واقع شده‌است. بوست ۹٫۴۸ کیلومتر مربع مساحت دارد و ۲۸۴ متر بالاتر از سطح دریا واقع شده‌است.